# Van Goey (tramhalte)
Van Goey is een tramhalte die deel uitmaakt van het Antwerpse tramnetwerk. De halte is gelegen in Zwijndrecht aan de Constant van Goeystraat, waarnaar de halte genoemd is. De rails van de tram liggen op de baan, wat soms voor oponthoud kan zorgen. Er is een afstand van 190m tussen de halte richting Melsele en de halte richting Merksem, wat vrij veel is. De exacte bouwdatum is niet bekend, enkel het bouwjaar 2002.
De halte wordt bediend door tramlijn 3. Het is de op twee na laatste halte voor P+R Melsele gezien vanuit Antwerpen en de derde halte voorbij P+R Melsele gezien vanuit Melsele.